# Campeonato Brasileiro de Voleibol Feminino de 1986
”O Campeonato Brasileiro de Voleibol de Clubes de 1986 foi a nona edição da competição na variante feminina com esta nomenclatura. O torneio foi realizado entre 3 de novembro de 1986 e 18 de janeiro de 1987, subdividido em 1° Grande Prêmio, com o título nesta fase do Transbrasil, 2° Grande Prêmio e o Masters, este último reuniu as quatro melhores equipes da competição.

## Participantes
Bradesco, Rio de Janeiro

 Supergasbrás, Rio de Janeiro

 Transbrasil, São Paulo

 Pão Açúcar, São Paulo

 Lufkin, São Paulo

 Hering, Santa Catarina

 Tijuca, Rio de Janeiro

 Pirelli, São Paulo

## 1° Grande Prêmio

### Fase de Classificação
A fase classificatório participaram oito equipes, dividades em dois grupos:

#### Grupo E
| Data  |               | Placar |               | 1º Set | 2º Set | 3º Set | 4º Set | 5º Set | Total |
| ----- | ------------- | ------ | ------------- | ------ | ------ | ------ | ------ | ------ | ----- |
| 3 nov | Hering        | 3–2    | Lufkin        |        |        |        |        |        |       |
| 4 nov | Supergasbrás  | 3–0    | Pão de Açúcar |        |        |        |        |        |       |
| 5 nov | Pão de Açúcar | 3–0    | Hering        |        |        |        |        |        |       |
| 6 nov | Supergasbrás  | 3–0    | Lufkin        |        |        |        |        |        |       |

#### Grupo F
| Data  |             | Placar |          | 1º Set | 2º Set | 3º Set | 4º Set | 5º Set | Total |
| ----- | ----------- | ------ | -------- | ------ | ------ | ------ | ------ | ------ | ----- |
| 3 nov | Bradesco    | 3–0    | Pirelli  |        |        |        |        |        |       |
| 4 nov | Transbrasil | 3–0    | Tijuca   |        |        |        |        |        |       |
| 5 nov | Transbrasil | 3–1    | Bradesco |        |        |        |        |        |       |
| 6 nov | Pirelli     | 3–2    | Tijuca   |        |        |        |        |        |       |

#### Fase final
Classificação do 5° ao 8° lugares
| Data  |         | Placar |        | 1º Set | 2º Set | 3º Set | 4º Set | 5º Set | Total |
| ----- | ------- | ------ | ------ | ------ | ------ | ------ | ------ | ------ | ----- |
| 7 nov | Hering  | 3–1    | Tijuca |        |        |        |        |        |       |
| 7 nov | Pirelli | 3–0    | Lufkin |        |        |        |        |        |       |

Sétimo lugar
| Data  |        | Placar |        | 1º Set | 2º Set | 3º Set | 4º Set | 5º Set | Total |
| ----- | ------ | ------ | ------ | ------ | ------ | ------ | ------ | ------ | ----- |
| 8 nov | Lufkin | 3–1    | Tijuca |        |        |        |        |        |       |

Quinto lugar;
| Data  |         | Placar |        | 1º Set | 2º Set | 3º Set | 4º Set | 5º Set | Total |
| ----- | ------- | ------ | ------ | ------ | ------ | ------ | ------ | ------ | ----- |
| 8 nov | Pirelli | 3–0    | Hering |        |        |        |        |        |       |

Classificação do 1° ao 4° lugares
| Data  |              | Placar |               | 1º Set | 2º Set | 3º Set | 4º Set | 5º Set | Total |
| ----- | ------------ | ------ | ------------- | ------ | ------ | ------ | ------ | ------ | ----- |
| 8 nov | Transbrasil  | 3–0    | Pão de Açúcar |        |        |        |        |        |       |
| 8 nov | Supergasbrás | 3–2    | Bradesco      |        |        |        |        |        |       |

Terceiro lugar
| Data  |               | Placar |          | 1º Set | 2º Set | 3º Set | 4º Set | 5º Set | Total |
| ----- | ------------- | ------ | -------- | ------ | ------ | ------ | ------ | ------ | ----- |
| 9 nov | Pão de Açúcar | 3–1    | Bradesco |        |        |        |        |        |       |

Primeiro lugar
| Data  |             | Placar |              | 1º Set | 2º Set | 3º Set | 4º Set | 5º Set | Total |
| ----- | ----------- | ------ | ------------ | ------ | ------ | ------ | ------ | ------ | ----- |
| 9 nov | Transbrasil | 3–1    | Supergasbrás | 15-10  | 8-15   | 16-14  | 15-13  |        | 54-52 |

## Masters

### Semifinais
| 17 de janeiro de 1987 | Supergasbrás | 3 — 0             | Pão de Açúcar | Ginásio do Ibirapuera, São Paulo |
| 17 de janeiro de 1987 | 15 16        | Set 1 Set 2 Set 3 | 12 10 14      | Ginásio do Ibirapuera, São Paulo |

| 17 de janeiro de 1987 | Bradesco | 3 — 1                   | Transbrasil | Ginásio do Ibirapuera, São Paulo |
| 17 de janeiro de 1987 | 15 4 15  | Set 1 Set 2 Set 3 Set 4 | 10 15 7 8   | Ginásio do Ibirapuera, São Paulo |

### Terceiro lugar
| 18 de janeiro de 1987 | Transbrasil | 3 — 1                   | Pão de Açúcar | Ginásio do Ibirapuera, São Paulo |
| 18 de janeiro de 1987 | 10 15       | Set 1 Set 2 Set 3 Set 4 | 15 12 8       | Ginásio do Ibirapuera, São Paulo |

### Final
| 18 de janeiro de 1987 | Supergasbrás | 3 — 2                         | Bradesco  | Ginásio do Ibirapuera, São Paulo |
| 18 de janeiro de 1987 | 15 7 10 15   | Set 1 Set 2 Set 3 Set 4 Set 5 | 5 12 15 4 | Ginásio do Ibirapuera, São Paulo |